# 克爾卡地區科斯塔涅維察市鎮

克爾卡地區科斯塔涅維察市鎮於斯洛維尼亞的位置

克爾卡地區科斯塔涅維察市鎮是斯洛文尼亞東南部的一個市镇，行政中心为克爾卡地區科斯塔涅維察。市镇面積为150.4平方公里，2002年人口711。

## 外部連結
- 官方网站  （斯洛文尼亚文）
- Municipality of Kostanjevica na Krki on Geopedia （页面存档备份，存于）